# Darío Husaín
Darío Fernando Husaín (Haedo, Buenos Aires, Argentina; 2 de mayo de 1976) es un exfutbolista argentino que se desempeñó como delantero. Es hermano del también futbolista Claudio Husaín, con quién compartió equipo en Vélez Sarsfield y River Plate.
En la actualidad vive en Estados Unidos y es entrenador de la escuela de fútbol Miami Strike Force.

## Carrera
En 1996 debutó en Vélez Sarsfield de la mano de Carlos Bianchi, pero obtuvo regularidad en 1998 bajo el mando de Marcelo Bielsa. Bielsa también lo convocaría más adelante a la Selección Argentina, aunque nunca debutaría.
En 2003 llegó a River Plate donde fue dirigido por Manuel Pellegrini, siendo parte del equipo campeón del Torneo Clausura 2003 y subcampeón de la Copa Sudamericana 2003.
En 2004 jugó para Universidad Católica, donde jugó solo 11 partidos anotando 3 goles. En el partido frente a Deportes Puerto Montt escupió a un jugador del equipo rival y fue suspendido por 7 fechas, abandonando así tempranamente el fútbol chileno.
A mediados del mismo año regresa a la Argentina para jugar en Racing Club, dirigido por Ubaldo Fillol.
Después siguió su carrera en clubes como Puerto Rico Islanders, VB Sports, Deportivo Pereira, San Martín de San Juan, Itumbiara y Juventud Unida Universitario, siendo este su último equipo como jugador.

## Estadísticas

### Clubes
| Club                         | País                | Año                 | División               | PJ  | Goles |
| ---------------------------- | ------------------- | ------------------- | ---------------------- | --- | ----- |
| Vélez Sarsfield              | Argentina           | 1995-2002           | Primera División       | 211 | 45    |
| River Plate                  | Argentina           | 2003                | Primera División       | 27  | 4     |
| Universidad Católica         | Chile               | 2004                | Primera División       | 10  | 4     |
| Racing Club                  | Argentina           | 2004-2005           | Primera División       | 5   | 0     |
| Puerto Rico Islanders        | Puerto Rico         | 2006                | USL First Division     | 11  | 1     |
| VB Sports                    | Maldivas            | 2007                | Dhivehi Premier League | 0   | 0     |
| Deportivo Pereira            | Colombia            | 2007                | Primera A              | 9   | 0     |
| San Martín de San Juan       | Argentina           | 2008-2009           | B Nacional             | 24  | 3     |
| Itumbiara                    | Brasil              | 2010                | Serie D                | 0   | 0     |
| Juventud Unida Universitario | Argentina           | 2010                | Argentino A            | 13  | 1     |
| Total en su carrera          | Total en su carrera | Total en su carrera | Total en su carrera    | 310 | 58    |

### Selección Argentina
| Selección argentina | Selección argentina | Selección argentina |
| Año                 | Partidos            | Goles               |
| ------------------- | ------------------- | ------------------- |
| 1999                | 0                   | 0                   |
| 2001                | 0                   | 0                   |
| Total               | 0                   | 0                   |

### Tripletes
| Lista de partidos en los que anotó tres o más goles | Lista de partidos en los que anotó tres o más goles | Lista de partidos en los que anotó tres o más goles | Lista de partidos en los que anotó tres o más goles | Lista de partidos en los que anotó tres o más goles | Lista de partidos en los que anotó tres o más goles | Lista de partidos en los que anotó tres o más goles |
| N.º                                                 | Fecha                                               | Estadio                                             | Partido                                             | Goles                                               | Resultado                                           | Competición                                         |
| --------------------------------------------------- | --------------------------------------------------- | --------------------------------------------------- | --------------------------------------------------- | --------------------------------------------------- | --------------------------------------------------- | --------------------------------------------------- |
| 1                                                   | 28 de mayo de 1999                                  | Estadio José Amalfitani, Buenos Aires               | Vélez Sarsfield - Newell's Old Boys                 | Anotado · Anotado · Anotado                         | 4 - 0                                               | Clausura 1999                                       |

## Palmarés

### Torneos nacionales
| Título           | Club            | País      | Año    |
| ---------------- | --------------- | --------- | ------ |
| Primera División | Vélez Sarsfield | Argentina | 1996-C |
| Primera División | Vélez Sarsfield | Argentina | 1998-C |
| Primera División | River Plate     | Argentina | 2003-C |

## Vida personal
Es el hermano menor del también futbolista Claudio Husaín.
El 2 de julio de 2003 sufrió un intento de secuestro, cuando se encontraba en la casa de sus padres ubicada en Villa Luzuriaga (partido de La Matanza). Está casado con Marcela con quién tiene dos hijos Franco y Nicolás.
Durante 2004 mantuvo en fugaz romance con la modelo y vedette Jesica Cirio.
Desde 2013 hasta 2015 fue director técnico de la escuela de fútbol Miami Strike Force en Estados Unidos, trabajo que vuelve a asumir en 2018.